# Bettung

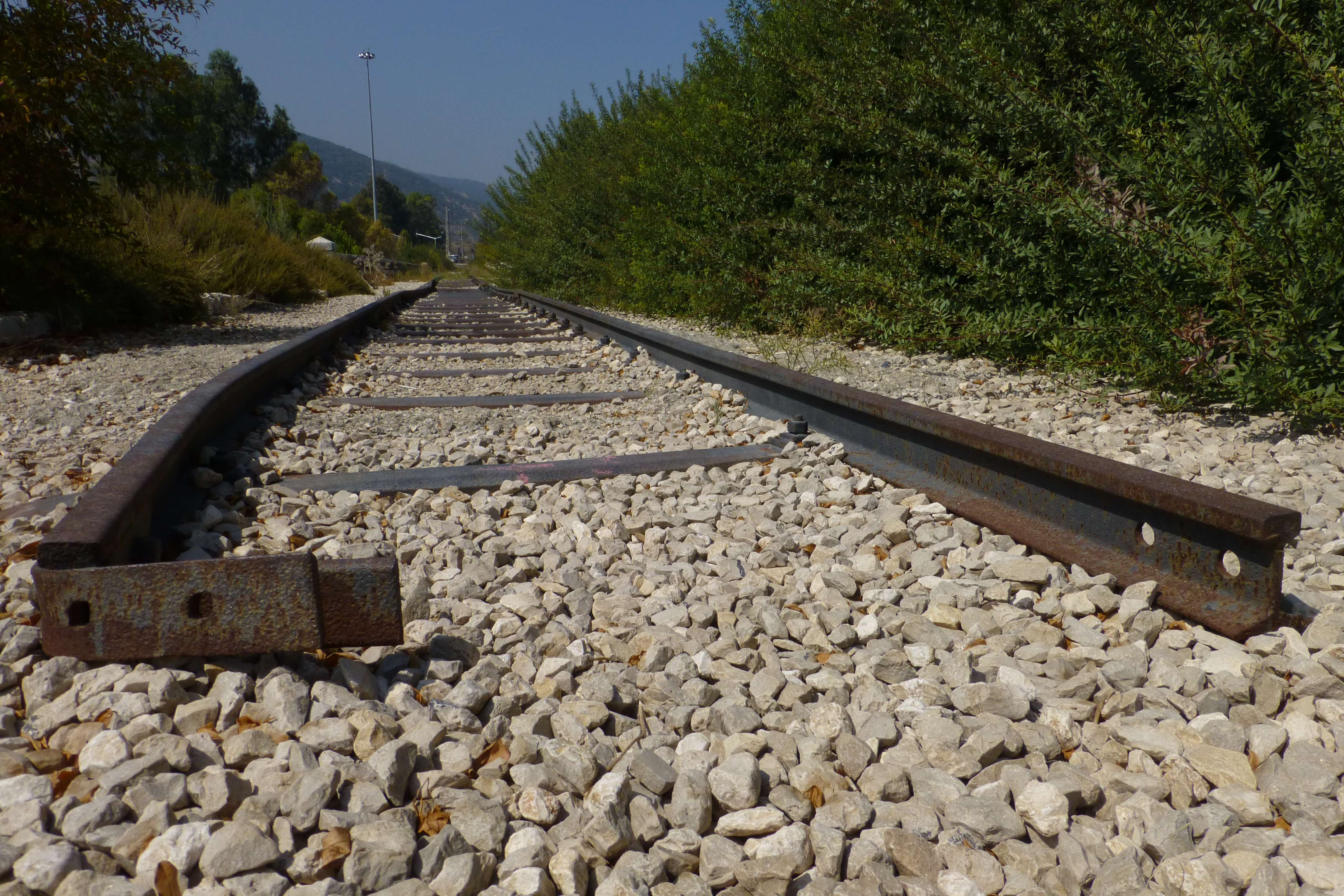
Bettung

Eine Bettung (auch Bett) ist eine feste Unterlage, zum Beispiel für Geschütze, Handfeuerwaffen oder Maschinen.

## Handfeuerwaffen
Bei Handfeuerwaffen bezeichnet Bettung die genaue Einpassung von Lauf und System im Schaft einer Waffe.

## Militär
In der Militärtechnik werden Holz und Stein verwendet, um das Einsinken von Geschützrädern der Artillerie in den Untergrund zu verhindern. Bei Geschützaufstellungen von längerer Dauer, wie sie früher bei der Belagerungstechnik üblich waren, waren Bettungen notwendig, sofern die Geschütze keine Rahmenlafetten besaßen.
In der so genannten „Notbettung“ verwendete man Holzbohlen, um die beiden Räder und den Geschützschweif zu unterlegen. Die Holzbohlen wurden dann mit Pfählen befestigt.
Die so genannte „ganze Bettung“ bestand darin, dass man balkenartige Hölzer („Rippen“) parallel zur Schussrichtung in den Erdboden versenkte und quer darüber Bohlen mit Hilfe von Nägeln befestigte.
Für Feldhaubitze und Feldmörser sind vielfach auch transportable Bettungen im Einsatz.

## Eisenbahn
Die Bettung, Gleisbettung oder auch kurz Gleisbett ist die Unterlage eines Gleises, bestehend aus einem Haufwerk aus einem Bettungsmaterial wie z. B. Schotter, Kies oder Sand oder einem festen Tragschichtsystem. Gleis und Bettung werden mit dem Begriff Oberbau zusammengefasst. Oberbauarten mit einer Bettung aus Schotter werden auch Schotteroberbau und solche mit einem festen Tragschichtsystem als feste Fahrbahn bezeichnet. Die Bettung hat folgende Aufgaben:
- Sicherstellung der Lage des Gleises, sowie deren einfache Wiederherstellung
- Gleichmäßige Verteilung der Kräfte in den Unterbau
- Widerstand gegen Verschiebungen der Schienenunterstützungen (z. B. Schwellen)
- Bereitstellung der notwendigen Elastizität, um die dynamischen Kräfte im Rad-Schiene-System gering zu halten
- Gewährleistung des Regenwasserabflusses und (bei Schotteroberbau) einer guten Luftdurchlässigkeit, zur Erhaltung der Schienenunterstützungen und des Unterbaus

Die Gesteine für die Gewinnung der Schotterbetts, müssen folgende stofflichen Anforderungen erfüllen:
- Beständigkeit gegen Umwelteinflüsse
- Große Zähigkeit
- Große Druckfestigkeit
- Frei von chemischen Bestandteilen oder Beimengungen wie Lehm oder Ton, welche die Eigenschaften der Bettung verschlechtern würden
- Würfelig und scharfkantig brechend, sowie schlag- und kantenfest

Diese Anforderungen erfüllen am besten Hartgesteine, wie Granit, Basalt, Diabas und Granulite. Andere Gesteine haben häufig geringe Festigkeit gegenüber Druck und Abrieb und verwittern deshalb schneller.
Neben den stofflichen Eigenschaften spielt auch die Körnung und die Kornform eine wesentliche Rolle bei den Eigenschaften des Schotterbetts. Die Infrastrukturbetreiber legen daher in ihren Einkaufsbedingungen eine bestimmte Sieblinie fest. Die Österreichischen Bundesbahnen beispielsweise beziehen für Hauptgleise eine Lieferkörnung 31,5/63.